# Axel Lange

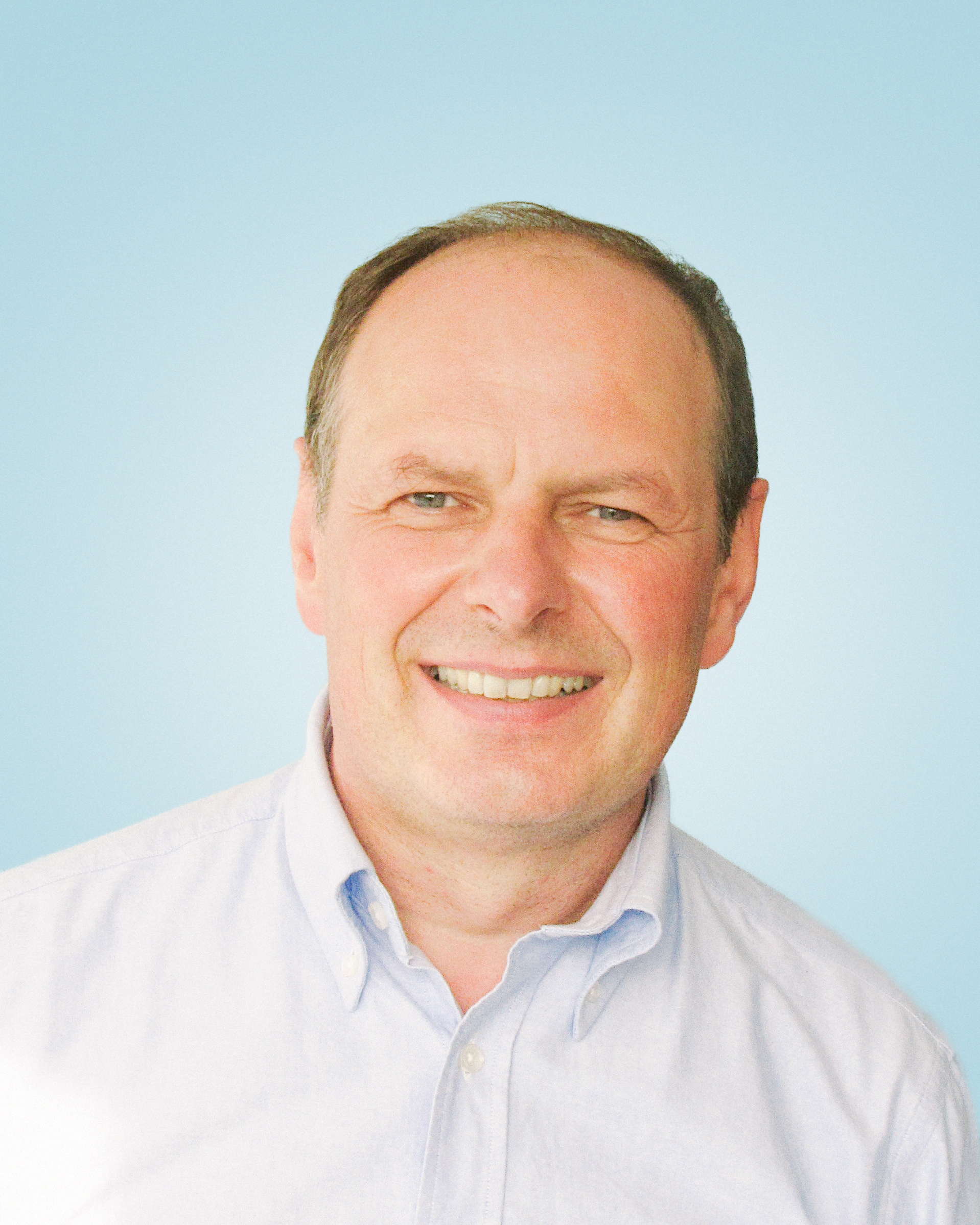
Axel Lange (2022)

Axel Lange (* 15. Februar 1963 in Witten) ist ein deutscher Ingenieur, Erfinder, Pilot und Unternehmer. Er wurde für sein Lebenswerk „Pionier des elektrischen Antriebs in der Luftfahrt“ im Jahr 2011 mit dem Berblinger-Preis der Stadt Ulm ausgezeichnet. Er ist der Entwickler und Pilot des ersten bemannten Wasserstoff-Flugzeugs, des ersten Elektroflugzeugs mit in die Tragflächen eingelassenen Batterien und der Erfinder des ersten EASA-zertifizierten Antriebs- und Batteriesystems für Flugzeuge. Zudem entwickelte er für die E1 Antares den bislang (Stand: Januar 2024) leisesten jemals von der EASA gemessenen Propellerantrieb.

## Frühes Leben und Ausbildung
Axel Lange wurde als Sohn von Horst und seiner Frau Marianne in Witten geboren und wuchs mit seinen beiden Brüdern in Witten an der Ruhr auf. Seine Mutter war Einzelhandelskauffrau, sein Vater Bauingenieur.
Nach dem Abschluss der mittleren Reife an der Wolfgang-Borchert-Realschule in Hattingen im Jahr 1979 absolvierte er eine Berufsausbildung zum Feinmechaniker beim 23. Base Workshop REME in Wetter, einer Einrichtung der britischen Rheinarmee. Seine akademische Laufbahn begann er mit einem Fachabitur in Metalltechnik an der Fachoberschule für Technik in Witten, gefolgt von einem Studium der Luft- und Raumfahrttechnik an der Fachhochschule Aachen, das er 1989 als Diplom-Ingenieur abschloss. Seine Diplomarbeit befasste sich mit der Entwicklung von Lenkflugkörpern bei der Diehl GmbH & Co. KG.
Heute lebt Axel Lange gemeinsam mit seiner Ehefrau Sabine in der Verbandsgemeinde Zweibrücken-Land.
Lange zeigte schon früh ein starkes Interesse an der Fliegerei. Bereits mit 15 Jahren steuerte er erstmals ein Flugzeug. Er baute im Amateurbau ein Kunstflug-Segelflugzeug des Typen Lo 100 während seines Studiums. Seit 1978 war er Segelflugpilot. Seine Lizenz wurde später um die Kunstflugberechtigung und Lehrberechtigung erweitert.

## Karriere
Langes berufliche Laufbahn begann als Entwicklungsingenieur bei der Glaser-Dirks Flugzeugbau GmbH in Bruchsal, wo er an der Strukturentwicklung und Flugerprobung für die Segelflugzeug-/Motorseglerbaureihe DG-500 und DG-600/18 beteiligt war. Später wurde er zum Technischen Leiter befördert und leitete die Entwicklung der Motorsegler-Baureihen DG-800A und DG-800B.
1996 gründete Lange die Lange Flugzeugbau GmbH in Zweibrücken. Hier konzentrierte er sich auf die Entwicklung und EASA-Zulassung von Elektromotorseglern, darunter der Antares 20E. Er erweiterte sein Unternehmen, das sich auf die Entwicklung von Elektroflugzeugen und zugehörigen Technologien spezialisierte, 1997 um die Lange Aviation GmbH und 2009 um die Lange Research Aircraft GmbH.

## Innovationen und Auszeichnungen

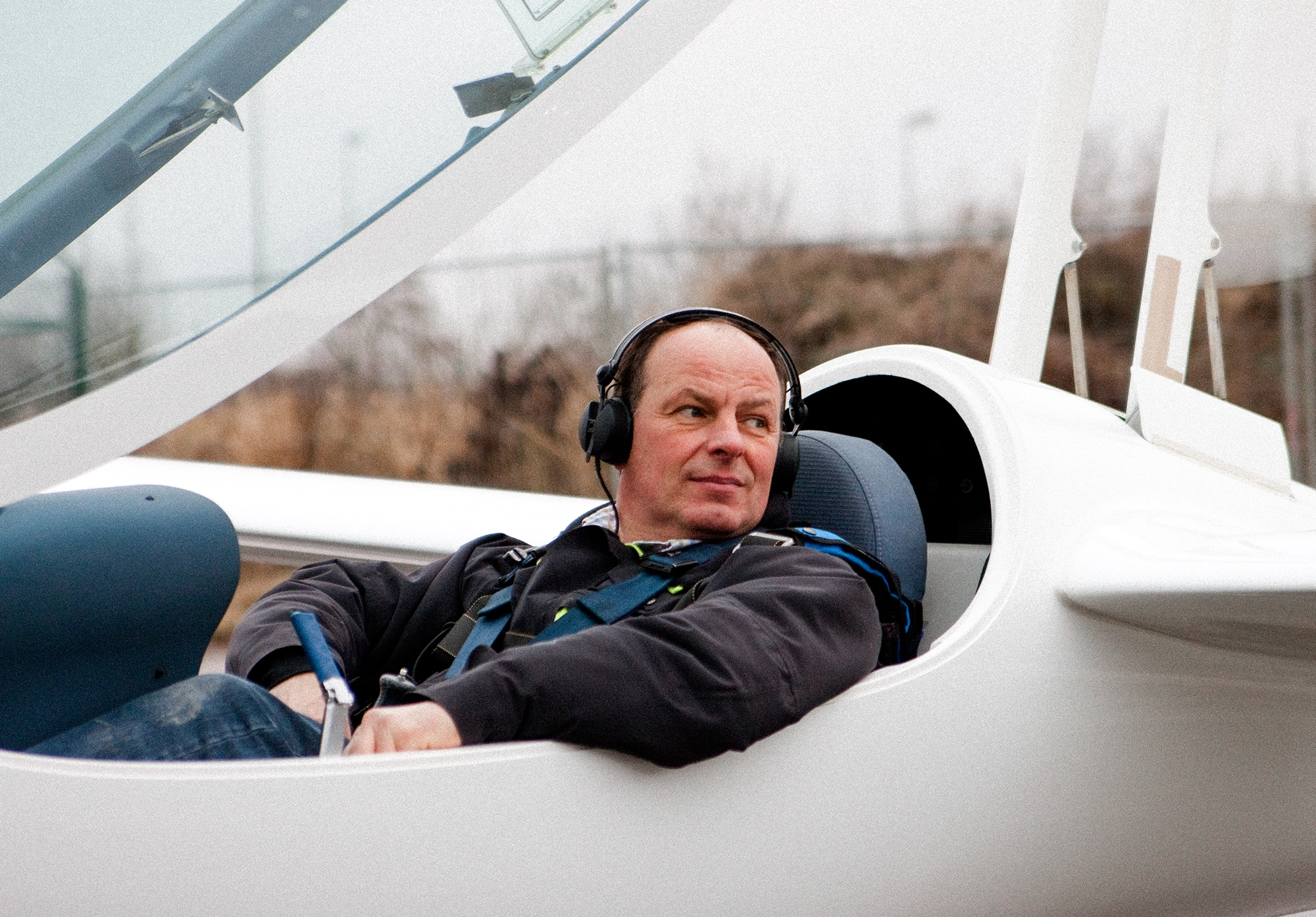
Axel Lange erreichte als Pilot den ersten vollständigen Flug mit einem Brennstoffzellenflugzeug und stellte 2009 einen Höhenrekord mit einem Brennstoffzellenflugzeug auf (Symbolbild, 2021).

Lange erzielte bedeutende Fortschritte im Bereich der Elektrifizierung von Flugzeugen. Er erhielt mehrere Patente, darunter für die Integration von Batterien in Flügelstrukturen und eine innovative Klapptriebwerksbedienung. Er erwirkte die erste Zulassung für einen Flugzeug-Elektroantrieb 2006 bei der EASA. Seine wissenschaftlichen Beiträge wurden in Veröffentlichungen gewürdigt.
Er erreichte als Pilot den ersten vollständigen Flug mit einem Brennstoffzellenflugzeug und stellte 2009 einen Höhenrekord mit einem Wasserstoffflugzeug auf.
Für seine Pionierarbeit in der Elektroflugzeugentwicklung wurde Lange mehrfach ausgezeichnet, darunter mit dem Lindbergh Electrical Aircraft Prize 2010, dem Berblinger-Preis 2011 sowie dem OSTIV-Preis 2017.

## Aktuelle Projekte und Zukunftspläne
Unter Langes Führung entwickelt Lange Aviation EASA-zertifizierte Batterie- und Antriebssysteme für elektrische Passagier- und Frachtflugzeuge mit bis zu 18 Sitzen bzw. 7,8 Tonnen Gesamtmasse und bietet auch weiterhin Hochleistungselektroflugzeuge an, darunter die Antares 21E und das Brennstoffzellenflugzeug Antares E2.

## Trivia
Gemeinsam mit Andrea Vezzini und Rene Jeanneret entwickelte Lange bereits 1999 einen Elektromotor für einsitzige Flugzeuge. Zur Optimierung der Lärmsignatur war der Motor für niedrige Drehzahlen und hohe Drehmomente ausgelegt, so dass die maximale Blattspitzengeschwindigkeit der Propellerblätter auf 0,4 Mach reduziert werden konnte. Mit der Motor- und Propellerkombination wurde mit der Antares 20E ein Lärmwert von nur 48,8 db(A) mit dem Messverfahren nach Kapitel 10 der EASA gemessen. Das Messverfahren musste angepasst werden, damit die Messung durch das Umgebungsgeräusch der zahlreichen Heuschrecken nicht gestört wurde. Der dokumentierte Lärmwert der E1 Antares ist der niedrigste Wert in der gesamten EASA-Datenbank für leichte Propellerflugzeuge.

## Veröffentlichungen
- Aviation Battery Monitoring Electronics in Lithium-Ion Based Battery Systems for Electrified Sailplanes and Aircrafts
- Non-Isolating DC/DC converter for a fuel cell powered aircraft